# هرمیپی (قمر)

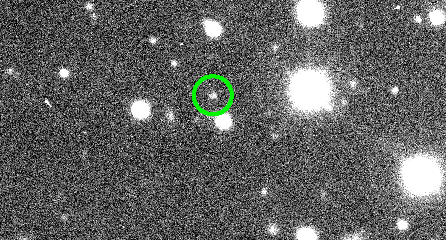
تصویری از کشف هرمیپی توسط اسکات اس. شپرد و دیوید جویت در سال ۲۰۰۱

هرمیپی (‎/hərˈmɪpiː/‎ hər-MIP-ee،(به انگلیسی: Hermippe) که با نام ژوپیتر XXX نیز خوانده می‌شود، یکی از قمرهای نامنظم و مخالف گرد مشتری است. این قمر به وسیله تیمی از منجمان دانشگاه هاوایی به سرپرستی اسکات اس.شپرد در سال ۲۰۰۱ میلادی کشف شد. این گروه برای آن نام موقت اس/۲۰۰۱ جی ۳ را در نظر گرفتند.
قطر این قمر حدود چهار کیلومتر است و با مدار ۲۱٬۱۸۲ مگا متر هر ۶۲۹٫۸۰۹ روز زمینی، یک بار به دور مشتری می‌چرخد. انحراف آن ۱۵۱ درجه نسبت به دائرةالبروج است. (۱۴۹ درجه نسبت به استوای مشتری) و خروج از مرکز مدار آن ۰٫۲۲۹۰ است.
در ماه اوت سال ۲۰۰۳ اتحادیه بین‌المللی اخترشناسی نام این قمر به نام هرمیپی، یکی از معشوقه‌های زئوس (ژوپیتر) در اساطیر یونانی نامگذاری شد.
این قمر به گروه اننکه تعلق دارد که قمرهای نامنظمی دارد که با حرکت مخالف گرد و فاصله بین ۱۹٫۳ و ۲۲٫۷ میلیون کیلومتر و انحراف ۱۵۰°درجه بدور مشتری می‌چرخند.